# 48-й отдельный лыжный батальон
48-й отдельный лыжный батальон — воинская часть вооружённых сил СССР в Великой Отечественной войне.

## История
Батальон формировался с ноября 1941 года в Свердловске. При формировании батальон насчитывал в трёх ротах 560 человек.
В действующей армии с 1 января 1942 по 1 апреля 1942 года.
В декабре 1942 года направлен на Волховский фронт, поступил в распоряжение 59-й армии Принимал участие в Любанской операции.
В начале операции 1942 года действует в составе армии, с 13 января 1942 года наступает через Волхов, однако без успеха.
С 30 января 1942 года передан во 2-ю ударную армию, и несколько позднее, после укомплектования лошадьми и материальной частью и пополнения в районе деревни Плотишно, придан 23-й стрелковой бригаде и введён в прорыв, который был создан войсками 2-й ударной армии у Мясного Бора. Действовал вместе с бригадой в течение февраля — марта 1942 года.
1 апреля 1942 года батальон был расформирован, остатки батальона отправлены в 23-ю стрелковую бригаду.

## Подчинение
| Дата            | Фронт (округ)    | Армия             | Корпус | Примечания |
| --------------- | ---------------- | ----------------- | ------ | ---------- |
| 01.01.1942 года | Волховский фронт | 59-я армия        | -      | -          |
| 01.02.1942 года | Волховский фронт | 2-я ударная армия | -      | -          |
| 01.03.1942 года | Волховский фронт | 2-я ударная армия | -      | -          |
| 01.04.1942 года | Волховский фронт | 2-я ударная армия | -      | -          |